# Gebardo, Conde de Lahngau
Gebardo (?-879) foi conde de Lahngau, em meados do século IX e o ancestral documentado mais antigo da dinastia Conradina. Ele era um "líder dos Francos Orientais" e um cunhado de Ernesto, marquês da Nordgau bávara. Gebardo pode ser um filho de Odão I, Conde de Orléans, se identificado, com Udão, o velho, conde de Lahngau a partir de 821 a 826.
Em 838, ele se aliou com Poppo de Grapfeld e Otgar, Arcebispo de Mainz, contra o rebelde Luís, o Germânico e a favor do imperador Luís, o Piedoso.
Ele foi o pai de
- Udão, conde de Lahngau
- Waldo, o abade de St. Maximin em Trier
- Bertulfo, Bispo de Trier
- Berengar, conde de Hessengau

que subiram a posições de destaque na Frância Ocidental.